# Шепард, Мэттью
Мэ́ттью Уэ́йн Ше́пард (англ. Matthew Wayne Shepard, 1 декабря 1976, Каспер, Вайоминг, США — 12 октября 1998, Форт-Коллинс, Колорадо, США) — американский студент, жертва преступления на почве ненависти к гомосексуалам, ставший символом борьбы с гомофобией, насилием и предрассудками в отношении ЛГБТ-людей. Его убийство в 1998 году вызвало широкий резонанс и привлекло внимание общественности к проблемам ЛГБТ-сообщества. Впоследствии в США был принят «Закон Мэттью Шепарда и Джеймса Бёрда-младшего», расширивший законодательное определение преступления на почве ненависти.

## Биография
Мэттью Уэйн, старший сын Денниса и Джуди Шепард, родился 1 декабря 1976 года в городе Каспер, штат Вайоминг. Он появился на свет недоношенным и выжил благодаря стараниям врачей. Мэтт учился в начальной школе Крест-Хилл, затем в школе Дина Моргана и два года в школе округа Натрона в Каспере. После этого Шепард уезжает в Европу — путешествует, изучает итальянский и немецкий языки, в 1995 году заканчивает Американскую школу в Лугано. Вернувшись в США, он учится в колледже Катоба в Солсбери, затем в Каспере, а в 1998 году поступает на первый курс бакалавриата по политологии и международным отношениям в Университете Вайоминга в Ларами. Его родители в это время находятся в Саудовской Аравии, где Деннис Шепард работает в нефтяной компании «Saudi Aramco».
С ранних лет Мэттью проявлял интерес к искусству, играл в театральных постановках в школе и колледже. Он также занимался футболом, плаванием, бегом, лыжным спортом и танцами. По словам родственников, Мэттью знал, что он «далеко не лучший спортсмен в мире», но любил соревновательный дух и участвовал в спортивных состязаниях просто из азарта. Вместе с родителями он был прихожанином Епископальной церкви Святого Марка. Помимо этого, Шепард был экологическим активистом и даже избирался студенческим представителем в Совет по охране окружающей среды штата Вайоминг.
«Мэттью очень привязан к семье: он любящий сын, брат и внук, с ним наша жизнь гораздо богаче и полнее. Жизнь Мэттью проходила в постоянной борьбе: он преждевременно родился, и, будучи очень слабым младенцем, сделал все для того, чтобы выжить. От природы Мэттью был небольшого роста, но когда мы вспоминаем, насколько уважительно он относился к окружающим, то представляем его гигантом. Мы знаем, что Мэттью мечтал сделать лучше жизнь хотя бы одного человека. У него это уже получилось. И это та единственная его мера успеха, к которому он всегда так стремился»
По воспоминаниям близких, Мэттью был добрым, отзывчивым, общительным, умел расположить к себе людей, легко заводил друзей, всегда был готов помочь. При этом он был доверчив, наивен, видел в окружающих только хорошее. Мэттью выступал за равенство и признание различий между людьми. Также знакомые Шепарда отмечали его ум, эрудицию, живой юмор. Шепард был гомосексуалом, часто посещал гей-бары, был членом местной ЛГБТ-группы, где познакомился с активисткой Ромейн Паттерсон. Он был достаточно открыт в вопросе сексуальности, и если встречал человека, который казался ему спокойным и дружелюбным, мог рассказать о своей ориентации.
Впрочем, назвать жизнь Шепарда беспроблемной нельзя. За три года до убийства он подвергся жестокому нападению во время туристической поездки в Марокко. В одну из ночей Мэттью не мог уснуть и отправился прогуляться на улицу, где к нему пристала банда марокканцев, которые изнасиловали его, избили и ограбили. После этого Шепард стал подвержен депрессии, приступам паники и ночным кошмарам. Он был ВИЧ-инфицирован и даже подумывал о самоубийстве.

## Убийство
6 октября 1998 года члены университетского ЛГБТ-альянса Ларами собрались, чтобы разработать план мероприятий на следующую неделю, главным из которых должна была стать дискуссия на тему «Насколько безопасно быть открытым геем в Вайоминге». После встречи с товарищами Мэттью Шепард решил отправиться в местный бар. Он приглашал друзей пойти с ним, но те отказались и предупредили его об опасности ночных прогулок.
Вскоре после полуночи 7 октября Мэттью познакомился в баре с 21-летним Расселлом Хендерсоном и 22-летним Аароном Мак-Кинни. Ребята показались Шепарду приятными, и он рассказал им о себе. В ответ на это парни сказали, что они и сами геи. Впоследствии, пытаясь понять, как Шепард мог уйти из бара с двумя сомнительными незнакомцами, друзья категорически отмели вероятность того, что Мэттью соблазнился случайной связью. Он был не из тех, кто мог заняться сексом с малознакомыми людьми. По словам Мак-Кинни, Мэттью попросил их подвезти его домой, мотивируя это тем, что он сильно пьян.
Когда Шепард сел в машину парней, Мак-Кинни ударил его пистолетом по голове. Они с Хендерсоном увезли Мэттью за город, в безлюдное место, где привязали его к изгороди, сильно избили, ограбили и оставили умирать на холоде. Преступники также узнали адрес Мэттью и намеревались ограбить его дом, но были арестованы прежде, чем успели осуществить замысел. Возвращаясь в город, они ввязались ещё в одну драку, и их задержал полицейский. Обыскав машину, он обнаружил окровавленный пистолет, чужие вещи и бумажник и предположил, что эти двое совершили что-то ещё.
Через 18 часов Шепарда случайно увидел проезжавший мимо велосипедист. Мэттью был ещё жив, но настолько изувечен, что мужчина сначала принял безвольно висящее, привязанное к забору тело за неживой предмет — огородное пугало. Мэттью отвезли в больницу Падре Вэлли в Форт-Коллинсе, штат Колорадо. У него был перелом костей черепа от основания до переднего края правого уха, тяжёлое повреждение ствола мозга и органов брюшной полости, а также множество мелких ран и ссадин на голове, лице, шее и груди. Травмы были настолько тяжёлыми, что врачи не стали его оперировать. Шепарда подключили к аппарату искусственной вентиляции лёгких, и пять дней спустя, 12 октября, в 12:53 он скончался, так и не придя в сознание.

## Расследование и суд
Фред Фелпс и его демонстранты.
Сразу после нападения на Мэттью его друзья и местные ЛГБТ-активисты заявили полиции, что он был геем, нападение было явно совершено на почве гомофобии, и они не позволят игнорировать этот факт. Они привлекли к случившемуся внимание СМИ и устраивали пикеты с требованием честного и объективного расследования. Суд проходил в обстановке беспрецедентного политического давления со стороны как гей-активистов, так и их противников. Баптистская церковь Уэстборо Фреда Фелпса устраивала пикеты возле здания суда, требуя смягчить наказание убийцам и не приговаривать их к смертной казни. При этом члены организации держали в руках плакаты: «Matthew is now in Hell» (Мэттью сейчас в аду), «God Hates Fags» (Бог ненавидит пидоров), «God Hates Fag Enablers» (Бог ненавидит пособников пидоров), «Fags Doom Nation» (Пидоры обрекают нацию) и другие подобные надписи. С этими же лозунгами они пикетировали кладбище во время похорон Шепарда. Активисты ЛГБТ-движения пытались добиться того, чтобы муниципалитет Ларами запретил организации Фреда Фелпса проводить свои пикеты. Однако городской суд постановил, что, согласно Первой поправке к Конституции США, гарантирующей всем гражданам свободу слова, никто не вправе запрещать Фелпсу и его активистам высказывать свою точку зрения, тем более что она мотивирована их религиозными убеждениями. Тогда подруга Мэттью Ромейн Паттерсон и организованное ею движение «Белые ангелы» применили другую тактику: одевшись в белые балахоны с розовыми треугольниками, они кольцом окружили гомофобов, изолировав их от прессы и публики и сделав невидимым из окон суда их протест. Похожую тактику они применяли и позже, но власти, опасаясь столкновений, вскоре постановили, что стороны должны проводить свои акции в разных местах. Напряжение было настолько сильным, что на прощании с сыном Деннис Шепард был в пуленепробиваемом жилете, поскольку существовали опасения, что радикальные противники геев могут покуситься на его жизнь. Кэл Реруча, обвинитель на процессе, с сожалением вспоминал: «Самое печальное, что эти люди не дали похоронить Мэттью с достоинством. Я никогда не видел людей, в которых настолько много ненависти».
Убийцы Расселл Артур Хендерсон и Аарон Джеймс Мак-Кинни выросли в проблемных семьях. Хендерсон воспитывался без отца и рано пристрастился к алкоголю. Отец Мак-Кинни редко появлялся дома и, в конце концов, развёлся с его матерью, которая позже умерла из-за врачебной ошибки. Аарон получил 100 000 долларов в качестве компенсации, но большую часть денег потратил на машины и наркотики, так как к 18 годам уже имел серьёзную метамфетаминовую зависимость. Бывшая девушка Мак-Кинни Кристин Прайс и один из его друзей заявили, что Аарон был бисексуалом и поэтому не испытывал ненависти к представителям секс-меньшинств, но сам обвиняемый категорически опроверг предположения о каких-либо связях с мужчинами, сказав, что относится к этому с брезгливостью и отвращением.
Сразу после ареста преступники связались со своими подругами и попросили дать им алиби. Девушки сначала подтверждали их показания, но когда узнали, что Шепард не просто избит, а умер от полученных травм, и что им грозит обвинение в соучастии в убийстве, а также в даче ложных показаний, отозвали алиби и выступили против обвиняемых. Мак-Кинни и Хендерсон попытались оправдать свои действия так называемой «гей-паникой». Убийцы обвинили Шепарда в сексуальных домогательствах, которые якобы ввергли их в состояние аффекта, вследствие чего они не контролировали свои действия.  Судебно-психиатрическая экспертиза показала, что оба подсудимых были полностью вменяемы на момент совершения преступления и отдавали себе отчёт в своих поступках. Также обвиняемые не смогли объяснить, почему они ограбили свою жертву и намеревались влезть в дом Шепарда, если находились в состоянии аффекта, вызванного гей-паникой. Когда эта версия провалилась, Хендерсон и Мак-Кинни стали утверждать, что хотели только ограбить Мэттью, но не убивать, а мотивом для нападения была не гомофобия, а жажда наживы и неконтролируемая агрессивность, вызванная наркотиками. Однако следствие установило, что в тот день они не находились под действием наркотиков. Кроме того, выяснилось, что обвиняемые и ранее неоднократно высказывали желание «избить какого-нибудь гея». Руководитель расследования убийства сержант Роб Де Бри заявил, что всё могло начаться с обычного грабежа, но остальные действия преступников связаны с тем, что Мэтт был геем. Когда перед Расселлом Хендерсоном встала угроза быть приговорённым к смертной казни за убийство с особой жестокостью, он во всём признался и дал подробные показания против сообщника в обмен на сохранение своей жизни. После этого признался и Мак-Кинни.
Родители Мэттью попросили суд сохранить преступникам жизнь в память о сыне. Они сказали, что хотят залечить свои душевные раны, проявив гуманность к тем, кто отказал Мэтту в милосердии, когда тот умолял о пощаде. Ещё одной причиной такого решения было желание, чтобы сидя в тюрьме без шансов на освобождение, убийцы каждый день думали о том, что совершили. Шепарды остались тверды в своём намерении, несмотря на то, что произошедшие события лишили Денниса не только сына, но и отца. Дед Мэттью ушёл из жизни через три недели после внука, не вынеся случившегося. Расселл Хендерсон и Аарон Мак-Кинни были приговорены судом присяжных к двум пожизненным заключениям каждый без права на досрочное освобождение.

## Наследие
«Я глубоко опечален актом насилия против Мэттью Шепарда. Не существует ничего более важного для будущего этой страны, чем наше общее единство в борьбе с нетерпимостью, предрассудками и фанатизмом. Конгрессу ещё не поздно принять Закон о преступлениях на почве ненависти, который бы предотвращал подобное в будущем. Это могло бы сделать жизнь всех американцев более безопасной»

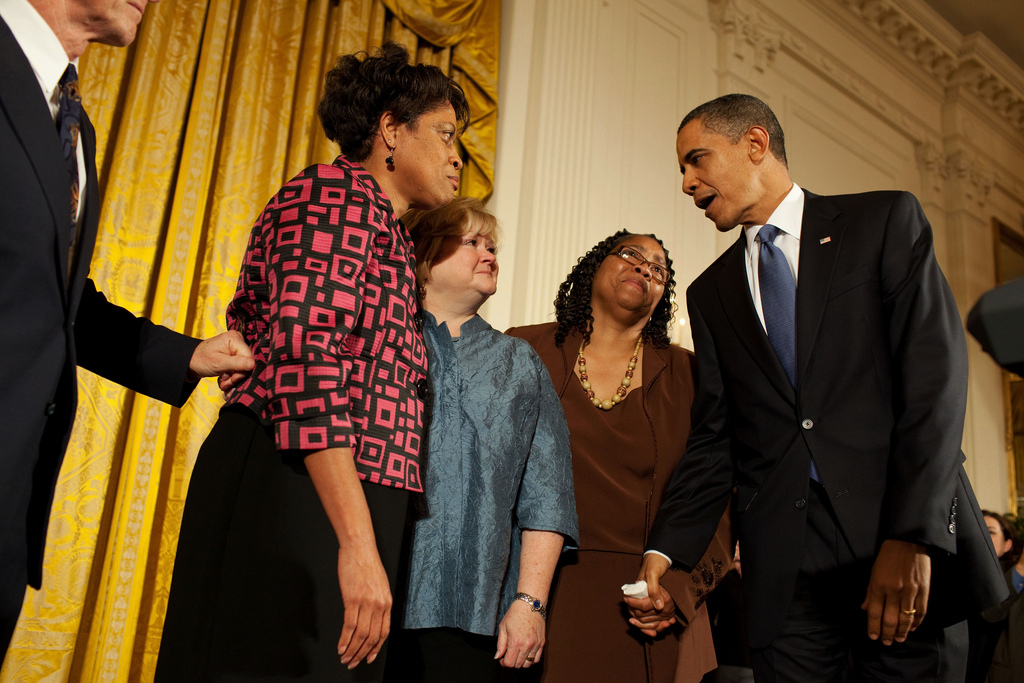
Барак Обама и Джуди Шепард (третья справа) на вечере после подписания закона.

Нападение на Мэттью Шепарда вызвало возмущение многих людей в США и других странах и дало начало общественному движению за включение сексуальной ориентации и гендерной идентичности в число мотивов, по которым совершаются преступления на почве ненависти. Такие законы были приняты в ряде штатов США. Соответствующие поправки в общенациональное законодательство пытался провести Билл Клинтон, однако они были отклонены Конгрессом. Следующий президент, Джордж Буш-младший, сам был противником поправок, и во время его правления закон также не был изменён. Наконец, в 2009 году «Акт Мэттью Шепарда и Джеймса Бёрда-младшего», приравнивающий гомофобию, трансфобию и сексизм как мотивы для нападений к расизму и национализму, был утверждён законодателями и 28 октября подписан Бараком Обамой.
Деннис и Джуди Шепард, которые при жизни сына так и не смогли до конца принять его гомосексуальность, после случившегося стали участниками движения за права секс-меньшинств. Они поддержали объединение родителей геев и лесбиянок и основали «Фонд Мэттью Шепарда», награждающий деятелей искусства, которые в своём творчестве затрагивают тему толерантности. Родители Мэтта дали множество интервью и публичных лекций о необходимости терпимого отношения к гомосексуалам. Ромейн Паттерсон также стала активисткой ЛГБТ-движения и создала сайт, один из разделов которого полностью посвящён её другу Мэттью.
Владелец участка земли, где стоял забор, к которому привязали Мэтта, поставил на этом месте памятник Шепарду, а телеведущая и актриса Эллен Дедженерес провела церемонию памяти Мэттью в Вашингтоне. В 2008 году в присутствии губернатора Дейва Фройдентала был установлен памятник в Вайомингском университете. Фред Фелпс пытался создать в центральном парке Ларами мемориал с высеченными на нём словами о том, что Шепард горит в аду, что божья кара постигнет всех геев, и цитатами из Библии на соответствующую тему. Это вызвало резкий протест в обществе, и городской совет отказал гомофобам в возведении памятника, пропагандирующего ненависть. Тогда Фелпс создал его виртуальный аналог на своём сайте.
О трагедии сняты фильмы «История Мэттью Шепарда», «Анатомия преступления на почве ненависти» и «Проект Ларами». Последний основан на одноимённой театральной постановке, которая позже получила продолжение в спектакле «Проект Ларами. 10 лет спустя». Мэттью при жизни можно увидеть в кратком интервью в документальной ленте о сенаторе-гомофобе Джесси Хелмсе «Дорогой Джесси».
Памяти Мэтта посвящено множество песен, среди которых «Scarecrow» Мелиссы Этеридж, «American Triangle» Элтона Джона, «M. Shepard» пост-хардкор группы «Thursday», «A Death» an Unkindness, «What Matters» Рэнди Дрисколл, «Fear and Loathing in Laramie» группы «Protest the Hero», «Above the Clouds» Синди Лопер, «The Ballad of Matthew Shepard» Брайана Хаустона, «God Loves Everyone» Рона Сексмита, «And Sadness Will Sear» группы   «Trivium», «Cheyenne» группы «Good Riddance», «Trouble the Waters» группы «Big Country», «Merman» Тори Эймос и другие.